# يوليوس داوكنز
يوليوس داوكنز (بالإنجليزية: Julius Dawkins)‏ هو لاعب كرة قدم ولاعب كرة قدم أمريكية أمريكي في مركز مستقبل واسع ‏، ولد في 4 يناير 1961. لعب مع بوفالو بيلز.

## وصلات خارجية
- يوليوس داوكنز على موقع مرجع كرة القدم المحترفة.كوم (الإنجليزية)